# 马扎尔栋拜吉哈兹
马扎尔栋拜吉哈兹（匈牙利語：Magyardombegyház）是匈牙利贝凯什州所辖的一个村，与栋拜吉哈兹和小栋拜吉哈兹相邻。总面积7.65平方公里，总人口238，人口密度31.1人/平方公里（2011年1月1日）。